# Dreuil-lès-Amiens
Dreuil-lès-Amiens è un comune francese di 1 286 abitanti situato nel dipartimento della Somme nella regione dell'Alta Francia.

## Società

### Evoluzione demografica
Abitanti censiti